# Дитрих фон Геминген (1584 – 1659)
Дитрих фон Геминген (на немски: Dietrich von Gemmingen; * 1584 в Геминген; † 9 юни 1659 в замък Гутенберг в Хасмерсхайм) е фрайхер, благородник от стария алемански рицарски род Геминген в Крайхгау в Баден-Вюртемберг от II. линия (Геминген, Гутенберг), господар, собственик в Геминген и на замък Гутенберг, рицар-хауптман на „рицарския кантон Крайхгау“, основател е на 1. клон Геминген-Фюрфелд.
Той е най-големият син на Волф Дитрих фон Геминген (1550 – 1595) и съпругата му фрайин Мария фон Геминген-Бюрг (1552 – 1609), дъщеря на Еберхард фон Геминген-Бюрг († 1583) и Мария Грек фон Кохендорф († 1609). Брат е на Ханс Волф (1592 – 1638) и Волф Дитер (1595 – 1645).
Дитрих и брат му Волф Дитер (1595 – 1645) се разделят на клоновете Геминген-Фюрфелд и Бонфелд-Гутенберг.
Дитрих фон Геминген умира на 75 години на 9 юни 1659 г. в замък Гутенберг и е погребан в църквата в Геминген.

## Фамилия
Дитрих фон Геминген се жени на 5 октомври 1608 г. за Агнес фон Райшах (* 4 февруари 1582; † 1614), вдовица на Ханс Филип фон Либенщайн († 17 декември 1602), дъщеря на Ханс Якоб фон Райшах и Анна фон Талхайм. Бракът е бездетен.
Дитрих фон Геминген се жени втори път 1616 г. за Анастасия фон Дегенфелд († 1626/1630), вдовица на 	Ханс Вилхелм фон Геминген (* 1573; † 19 септември 1615), дъщеря на Ханс/Йохан Кристоф I фон Дегенфелд (1563 – 1613) и Барбара фон Райшах. Бракът е бездетен.
Дитрих фон Геминген се жени трети път 1627 г. за Юлиана Сибила фон и цу Елтц (1587 – 1635), дъщеря на Йохан Фридрих фон и цу Елтц и Хелена фон Зекендорф. Те имат един син:
- Плайкард Дитрих фон и цу Геминген (* ок. 1628/1629; † 30 октомври 1695, Геминген), фрайхер, женен I. ок. 1652 г. за Амалия фон Цоча (* 1630, Ансбах), II. за Анна София фон Рабитц, III. 1665 г. за Сабина Барбара фон Волмерсхаузен (1632 – 1682, Бонфелд), IV. на 27 януари 1685 г. за Мария Филипина фон Аделсхайм (* 17 януари 1658, Еделфинген; † 10 април 1717, Бонфелд; 1. клон (Геминген)

Дитрих фон Геминген се жени четвърти път на 22 май 1638 г. за Ева Магдалена фон Фехенбах (1604 – 1688, Геминген), вдовица на Лудвиг Кристоф фон Найперг цу Швайгерн (* 1589, Швайгерн; † 12 октомври 1635, Швайгерн), дъщеря на Георг Йобст фон Фехенбах (1570 – пр. 1638) и Мария Салома фон Геминген (1583 – сл. 1635), дъшеря на Бернолф фон Геминген († 1609/сл. 1610) и Анна фон Грумбах († 1607). Те имат вероятно децата:
- Волф Дитрих († 1615)
- Анна Мария († 1615)
- Ханс Дитрих († 1634)
- Волф
- Вайперт Дитер
- Еберхард Дитер
- Сибилала Юлиана (1649 – 1650)
- Дитрих (1639 – 1686), женен за Хелена Маргарета Каплер фон Оедхайм
- Йохан Дитер (1642 – 1706), женен за Юлиана Маргарета фон Найперг
- Бернолф Дитрих (1644 – 1689), женен за Мария Магдалена фон Аделсхайм
- Ото Дитрих (* 19 октомври 1647, Гутенберг; † 8 октомври 1695, Фюрфелд), женен I. 1674 г. за Анна Розина фон Елрихсхаузен (* 20 юни 1638; † 12 октомври 1676, Гутенберг), II. 1678 г. за фрайин Мария Магдалена фон Найперг (* 20 декември 1653, Швайгерн; † 6 декември 1693, Гутенберг); 2. клон, Гутенберг и Фюрфелд